# Rhiganthura spinosa
Rhiganthura spinosa är en kräftdjursart som beskrevs av Brian Frederick Kensley 1978. Rhiganthura spinosa ingår i släktet Rhiganthura och familjen Expanathuridae.
Artens utbredningsområde är havet kring Nya Zeeland. Inga underarter finns listade i Catalogue of Life.